# Nick Zuijkerbuijk
Nick Zuijkerbuijk (10 september 1986) is een Nederlandse biljarter, die gespecialiseerd is in het driebanden. Hij speelt voor het eredivisieteam A1-biljarts uit Apeldoorn. In 2009 werd hij voor twee jaar geschorst wegens het gebruik van verboden middelen. In zijn urine werden sporen van cocaïne gevonden. Later corrigeerde de Commissie van Beroep zijn straf naar een schorsing van 1 jaar.